# 安赫拉·鲁伊斯
安赫拉·鲁伊斯（西班牙語：Ángela Ruiz，2006年7月29日—），墨西哥女子射箭运动员，2023年泛美运动会女子团体反曲弓银牌得主、2024年夏季奥林匹克运动会女子团体铜牌得主。